# Споменик стрељаним таоцима
Споменик стрељаним таоцима се налази у Скели, насељеном месту на територији градске општине Обреновац. Споменик представља непокретно културно добро као споменик културе.
Споменик је израђен по идејном решењу вајара Божидара Обрадовића, новембра 1951. године. Означава место од 15. августа 1941. године на коме је стрељано 56 талаца доведених из Бањичког логора, а село спаљено. Стрељани логораши су били одмазда за убијеног команданта града Шапца, кога су дан раније у заседи убили партизани.
Вајар Божидар Обрадовић, замислио је и извео споменик у облику саркофага украшеног рељефима у бронзи, који представљају борбу и стрељање талаца. Споменик је изведен у духу социјалистичког реализма.
Уз сам споменик се налази гробница стрељаних.